# Petrochelidon
Genre
Le genre Petrochelidon comprend 2 à 10 espèces d'hirondelles parfois classées dans le genre Hirundo.

## Nom
Le nom de genre Petrochelidon vient des mots grecs anciens petros, « roche », et khelidon, « hirondelle ».

## Liste des espèces
D'après la classification de référence du Congrès ornithologique international (ordre phylogénique) :
| Image | Nom commun                 | Nom scientifique           | Distribution | Découverte          |
| ----- | -------------------------- | -------------------------- | --- | ------------------- |
|       | Hirondelle ariel           | Petrochelidon ariel        | | (Gould, 1842)       |
|       | Hirondelle fluviatile      | Petrochelidon fluvicola    | Afghanistan, Bangladesh, Inde, Népal, Pakistan | (Blyth, 1855)       |
|       | Hirondelle à front brun    | Petrochelidon fulva        | Nouveau-Mexique, Texas, Floride, Antilles, côte ouest de l'Amérique du Sud | (Vieillot, 1808)    |
|       | Hirondelle des arbres      | Petrochelidon nigricans    | Australie, Nouvelle-Guinée, Indonésie, Ligne Wallace, Îles Salomon | (Vieillot, 1817)    |
|       | Hirondelle de la mer Rouge | Petrochelidon perdita      | Soudan | (Fry & Smith, 1985) |
|       | Hirondelle de Preuss       | Petrochelidon preussi      | Bénin, Burkina Faso, République centrafricaine, Tchad, République du Congo, Côte d'Ivoire, Guinée équatoriale, Ghana, Guinée, Guinée-Bisseau, Mali, Niger, Nigéria, Sierra Leone, Togo | (Reichenow, 1898)   |
|       | Hirondelle à front blanc   | Petrochelidon pyrrhonota   | Canada, États-Unis, Amérique du Sud | (Vieillot, 1817)    |
|       | Hirondelle à gorge fauve   | Petrochelidon rufigula     | Angola, République du Congo, République démocratique du Congo, Gabon, Zambie | (Bocage, 1878)      |
|       | Hirondelle à bande rousse  | Petrochelidon rufocollaris | Équateur, Pérou | (Peale, 1848)       |
|       | Hirondelle sud-africaine   | Petrochelidon spilodera    | Botswana, République du Congo, République démocratique du Congo, Gabon, Lesotho, Malawi, Namibie, Afrique du Sud, Zambie, Zimbabwe                                                     | (Sundevall, 1850)   |